# زدة لو
زدة لو هي قرية في مقاطعة أرومية، إيران. يقدر عدد سكانها بـ 87 نسمة بحسب إحصاء 2016.